# Tesla PMD-85
Tesla PMD-85 (PMD-85) је кућни рачунар, производ фирме Tesla који је почео да се израђује у Чехословачкој током 1985. године.
Користио је MHB 8080A као централни микропроцесор а RAM меморија рачунара PMD-85 је имала капацитет од 48 KB (Mod. 1), 56 KB (Mod. 2A), 64 KB (Mod. 3). 

## Детаљни подаци
Детаљнији подаци о рачунару PMD-85 су дати у табели испод.
|                       |                                                      |
| [ 1 ]                 |                                                      |
| Произвођач            |                                                      |
| Тип                   | кућни рачунар                                        |
| Меморија              | 48 (Mod. 1), 56 (Mod. 2A), 64 (Mod. 3)               |
| Поријекло             | Чехословачка                                         |
| Година                | 1985                                                 |
| Тастатура             | пуни помак тастера, 77 тастера                       |
| Процесор              |                                                      |
| Фреквенција процесора | 2,048 (кристал на 18,432 подијељен са 9)             |
| RAM                   | 48 (Mod. 1), 56 (Mod. 2A), 64 (Mod. 3)               |
| ROM                   | 4 (Mod. 1, 2A), 8 (Mod. 3)                           |
| Текст                 | 25 линија x 48 знакова                               |
| Графика               | 288 x 256 тачака                                     |
| Боја                  | 4 (црно, бијело, сиво, треперење) - 8 за PMD-85-3    |
| Звук                  | 1 канал                                              |
| Димензије             | 31,3 (ширина) x 26,5 (дубина) x 6,5 (висина) / 1,915 |
| Портови               |                                                      |
| Оперативни систем     |                                                      |